# Premio Louis Guilloux
El premio Louis Guilloux (en francés: prix Louis-Guilloux) es un premio literario francés creado en 1983 por al Consejo departamental de Costas de Armor, en colaboración con los escritores Yvon Le Men y Yannick Pelletier, especialistas en la obra de Louis Guilloux.
La idea de la que nace el premio es "perpetuar los ideales y valores literarios del escritor bretón". El premio se concede cada año a una obra en lengua francesa que se destaque por "las cualidades humanas del pensamiento integrador, que rechace todo dualismo y todo sacrificio de la individualidad en favor de las abstracciones ideológicas".

## Ganadores
| Año  | Autor                    | Título                                                                                   | Editorial                     |
| ---- | ------------------------ | ---------------------------------------------------------------------------------------- | ----------------------------- |
| 2021 | Dimitri Rouchon-Borie    | Le Démon de la colline aux loups                                                         | Le Tripode                    |
| 2020 | Caroline Laurent         | Rivage de la colère                                                                      | Éditions Les Escales          |
| 2019 | Anaïs Llobet             | Des hommes couleurs de ciel                                                              | Éditions de L'Observatoire    |
| 2018 | Marc-Alexandre Oho Bambe | Diên Biên Phu                                                                            | Sabine Wespieser              |
| 2017 | Antoine Choplin          | Quelques jours dans la vie de Tomas Kusar                                                | La Fosse aux ours             |
| 2016 | Makenzy Orcel            | L'Ombre animale                                                                          | Zulma                         |
| 2015 | Abdurahman Waberi        | La Divine Chanson                                                                        | Zulma                         |
| 2014 | Hubert Mingarelli        | L’homme qui avait soif                                                                   | Éditions Stock                |
| 2013 | Hubert Haddad            | Le Peintre d'éventail                                                                    | Zulma                         |
| 2012 | Sylvain Prudhomme        | Là, avait dit Bahi                                                                       | l’Arbalète Éditions Gallimard |
| 2011 | Frédéric Valabrègue      | Le Candidat                                                                              | Éditions P.O.L                |
| 2010 | Ananda Devi              | Le Sari vert                                                                             | Gallimard                     |
| 2009 | Bernard Chambaz          | Yankee                                                                                   | Éditions du Panama            |
| 2008 | Boualem Sansal           | Le Village de l'Allemand ou le Journal des frères Schiller                               | Gallimard                     |
| 2007 | Christian Prigent        | Demain je meurs                                                                          | P.O.L.                        |
| 2006 | Léonora Miano            | L'Intérieur de la nuit                                                                   | Plön                          |
| 2005 | Lyonel Trouillot         | Bicentenaire                                                                             | Actes Sud                     |
| 2004 | Catherine Lépront        | Des gens du monde                                                                        | Seuil                         |
| 2003 | Olivier Rolin            | Tigre en papier                                                                          | Seuil                         |
| 2002 | François Bon             | Mécanique                                                                                | Éditions Verdier              |
| 2001 | Andrée Chedid            | Le Message                                                                               | Flammarion                    |
| 2000 | Jean Rolin               | Campagnes                                                                                | Gallimard                     |
| 1999 | Jean Vautrin             | por el conjunto de su obra                                                               |                               |
| 1998 | Marc Trillard            | Coup de lame                                                                             | Éditions Phébus               |
| 1997 | Pierre Michon            | La Grande Beune                                                                          | Éditions Verdier              |
| 1996 | Hervé Prudon             | Nadine Mouque                                                                            | Gallimard                     |
| 1995 | Jorge Semprún            | L'Écriture ou la Vie                                                                     | Gallimard                     |
| 1994 | Sylvie Germain           | Immensités                                                                               | Gallimard                     |
| 1993 | Didier Daeninckx         | Zapping                                                                                  | Éditions Denoël               |
| 1992 | Alain Dugrand            | Le Quatorzième Zouave                                                                    | Éditions de l'Olivier         |
| 1991 | Nicolas Bouvier          | Journal d'Aran et d'autres lieux                                                         | Payot                         |
| 1990 | Philippe Le Guillou      | La Rumeur du soleil                                                                      | Gallimard                     |
| 1989 | Philippe Hadengue        | Petite Chronique des gens de nuit dans un port de l'Atlantique Nord (Premio Livre Inter) | Jean-Jacques Pauvert          |
| 1988 | André Hodeir             | Le Joueur de violon                                                                      | Seuil                         |
| 1987 | Gilles Lapouge           | La Bataille de Wagram                                                                    | Flammarion                    |
| 1985 | Jean David               | Bonsoir, Marie-Josèphe                                                                   | Jean Picollec                 |
| 1983 | Jean-Claude Bourlès      | Chronique du bel été                                                                     | Jean Picollec                 |